# Platypalpus inexpectatus
Platypalpus inexpectatus är en tvåvingeart som beskrevs av Smith och Chvala 1976. Platypalpus inexpectatus ingår i släktet Platypalpus och familjen puckeldansflugor. Inga underarter finns listade i Catalogue of Life.